# Иванов, Андрей Викторович (борец)
Андрей Викторович Иванов (род. 17 ноября 1998 года, Михайлов, Рязанская область) — российский борец классического стиля. Призёр чемпионатов России. Мастер спорта России.

## Биография
Иванов является уроженцем города Михайлов, что в Рязанской области. Первые шаги в греко-римской борьбе были в возрасте десяти лет под руководством Игнатова Игоря Алексеевича. 

## Спортивная карьера
В юношестве Иванов становился призёром первенства России среди кадетов 2012 (до 17 лет) в Новосибирске. В 2018 году он стал финалистом первенства России среди юниоров (до 20 лет) в Октябрском, Башкортостан. После серебра первенства России он был отобран в качестве второго номера сборной России на участие в первенстве Европы в Риме (Италия), где смог добыть бронзовую медаль в весе до 55 кг. В октябре 2020 года смог выиграть бронзовую награду на взрослом Кубе России в Санкт-Петербурге. В 2023 году снова выиграл бронзовую медаль Кубка России в весе до 60 кг, который прошёл в Уфе. В декабре 2023 года выиграл международный турнир памяти Вартереса Самургашева в Ростове-на-Дону. В январе 2024 года он впервые финишировал на третьем месте чемпионата России в Наро-Фоминске (Московская область). В октябре 2024 года в третий раз был третьим на Кубке России. В начале июня 2025 года Иванов принёс в копилку сборной Рязанской области бронзовую медаль в весовой категории до 60 кг.

## Спортивные достижения
- Первенство России среди кадетов 2012 — ;
- Первенство России среди юниоров 2018 — ;
- Первенство Европы среди юниоров 2018 — ;
- Кубок России 2020, 2023, 2024 — ;
- Чемпионат России 2024, 2025 — ;

## Личная информация
Максим является выпускником Саранского кооперативного института (филиал Российского университета кооперации).